# Одеховець
Одеховець (пол. Odechowiec) — село в Польщі, у гміні Скаришев Радомського повіту Мазовецького воєводства.
Населення — 348 осіб (2011).
У 1975-1998 роках село належало до Радомського воєводства.

## Демографія
Демографічна структура станом на 31 березня 2011 року:
|          | Загалом | Допрацездатний вік | Працездатний вік | Постпрацездатний вік |
| -------- | ------- | ------------------ | ---------------- | -------------------- |
| Чоловіки | 178     | 49                 | 117              | 12                   |
| Жінки    | 170     | 44                 | 98               | 28                   |
| Разом    | 348     | 93                 | 215              | 40                   |